# Double accent aigu
Cette page contient des caractères spéciaux ou non latins. S’ils s’affichent mal (▯, ?, etc.), consultez la page d’aide Unicode.
Le double accent aigu « ˝ » (ou « ◌̋ ») est un diacritique utilisé en hongrois, dans l’alphabet scientifique des langues du Gabon, la translittération ISO 9 et le système de romanisation taïwanais. Il a la forme de deux accents aigus alignés horizontalement l’un à côté de l’autre.
Ce qui ressemble à un double accent aigu dans certains textes allemands n’est par contre qu’une forme de présentation des voyelles infléchies, qui portent en réalité un umlaut.
Ses Unicodes sont 030B et 02DD,.

## Hongrois

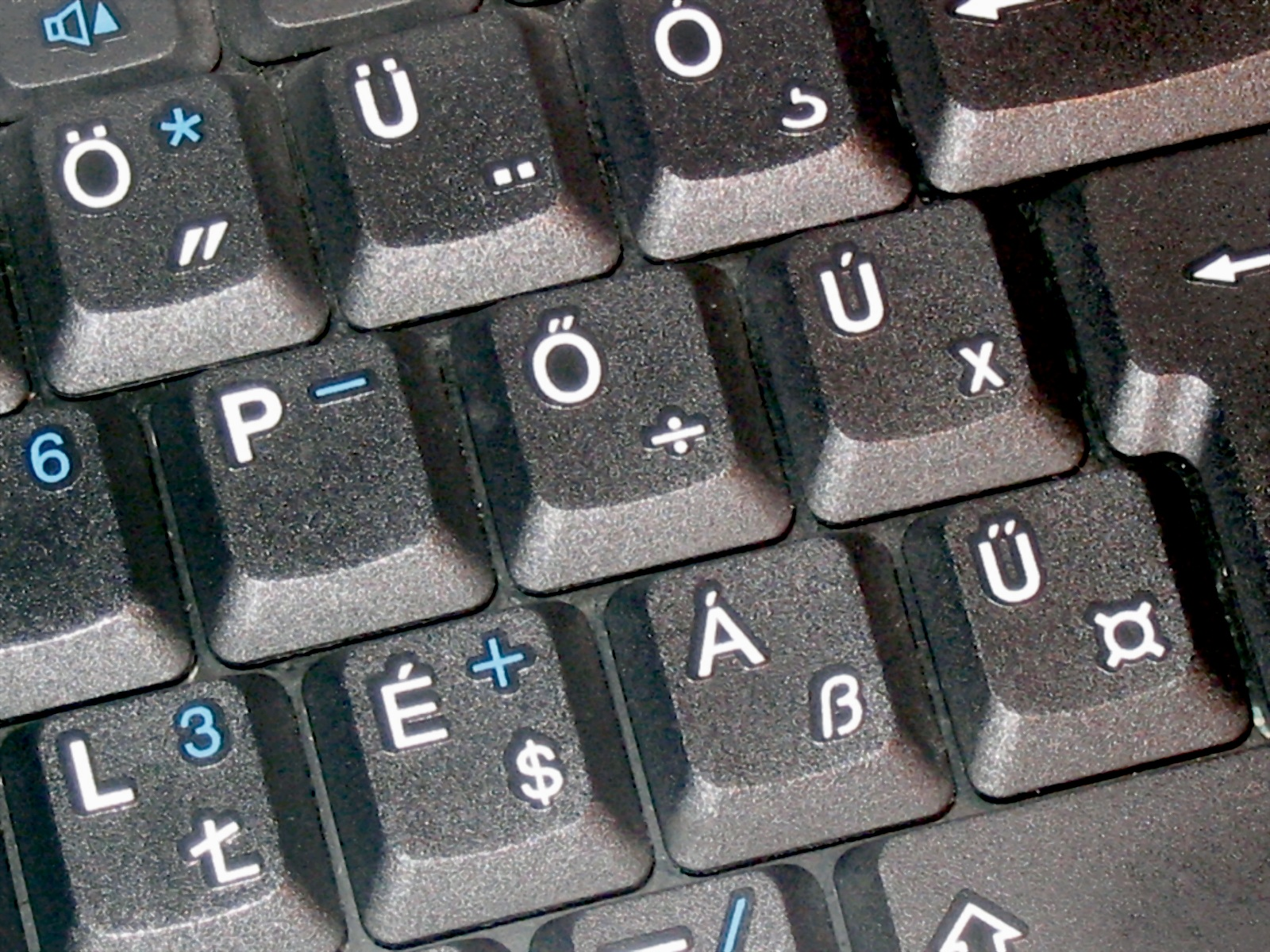
Détail d’un clavier informatique hongrois, présentant entre autres les caractères Ő et Ű

Le diacritique double accent aigu résulte de la combinaison de deux autres diacritiques utilisés en hongrois, l’accent aigu et le tréma. À la série des caractères notant les voyelles brèves du hongrois (a, e, i, o, u, ö, ü) répond ainsi une série notant leurs contreparties longues (á, é, í, ó, ú, ő, ű). Le double accent aigu y joue à la fois le rôle du tréma qui produit les voyelles antérieures ö et ü, et celui de l’accent aigu qui marque la longueur.
Ces caractères sont inclus dans l’énumération des lettres de l’alphabet hongrois, mais ils sont assimilés à Ö ö et Ü ü respectivement dans l’ordre alphabétique des dictionnaires. C'est le cas de toutes les voyelles longues, qui, dans l'ordre alphabétique hongrois, sont toujours assimilées à leur contrepartie brève.

### Histoire
Même si l’accent aigu sur les voyelles a, e, i, o, u existait déjà au xve siècle, la longueur des voyelles ö et ü n’y était pas encore indiquée. Une première variante des voyelles ő et ű était un accent aigu au-dessus du tréma (ǘ), combinaison utilisée au xviiie siècle. Le double accent aigu a été introduit au xixe siècle.

## Autres langues
Le double accent aigu est utilisé dans l’écriture du dan de l’Est avec l’orthographe de 2014 pour indiquer le ton très haut sur une voyelle.
Le double accent aigu a été utilisé dans la transcription du taos avec l’orthographe de George L. Trager (en), représentant le ton haut et l’accent tonique sur la syllabe de la voyelle qui le porte.
Il est utilisé dans certaines orthographes pratiques de langues chatino, dont notamment la transcription du chatino de Zacatepec de Stéphanie Villard avec la lettre a ‹ a̋ ›.
Le double accent aigu est utilisé avec la lettre a ‹ a̋ › dans la norme de translittération de l’alphabet cyrillique ISO 9 pour représenter la lettre ‹ ә ›. 
Le système de romanisation taïwanais ou le pe̍h-ōe-jī utilisent le double accent aigu dans certains mots. 
Le double accent aigu est utilisé avec la lettre Ӳ  dans l’alphabet cyrillique du tchouvache. 

## Alphabet phonétique international
Dans l’alphabet phonétique international, le double accent aigu marque un tonème de registre très haut. On le place sur n’importe quel symbole vocalique ou consonantique vocalisé.

## Codage
Unicode prend en charge le double accent aigu de deux manières: par lettres précomposées Őő et Űű, et par le diacritique combinant U+030B ̋ diacritique double accent aigu  (HTML : &#x30B;) qui permet de composer aussi des lettres arbitraires, par exemple « e̋ ».
Dans LaTeX, le double accent aigu s’ajoute par \H.
|   | Nom                                                                                 | Unicode | LaTeX |
| ő | Minuscule latine o avec double accent aigu latin small letter o with double acute   | U+0151  | \H{o} |
| ű | Minuscule latine u avec double accent aigu latin small letter u with double acute   | U+0171  | \H{u} |
| Ő | Majuscule latine o avec double accent aigu latin capital letter o with double acute | U+0150  | \H{O} |
| Ű | Majuscule latine u avec double accent aigu latin capital letter u with double acute | U+0170  | \H{U} |